# 日仏協約
日仏協約（にちふつきょうやく）は、1907年6月10日にパリにおいて締結された、日本とフランスの協約である。
駐仏日本大使栗野慎一郎とフランス外相ステファン・ピションの間で調印され、アジアにおける両国の勢力範囲の確認と、その利益と安全保護を約束した。
これによってフランスは日本との関係を相互的最恵国待遇に引き上げることを同意する代わりに、日本はフランスのインドシナ半島支配を容認して、ベトナム人留学生による日本を拠点とした独立運動（ドンズー運動）を取り締まることを約束した。
また、両国は清の独立を保全するとともに清国内におけるお互いの勢力圏を認め合った。これによってフランスは広東・広西・雲南を、日本は満州と蒙古、それに秘密協定によって福建を自国の勢力圏として相手国側に承認させたのである。なお、フランス側が議会・世論対策のために自国マスコミに交渉内容をリークしたために、清国側からの抗議を受ける事態も生じた。この協定によって同年に日露協約を締結した日本は三国協商陣営の事実上の一員に加わることになる。
1941年の日本軍による仏印進駐によって事実上無効となった。